# Vikar
 Ikke at forveksle med Víkar.
En vikar (af latin: vicarius) er oprindelig en stedfortræder, som overtager et arbejde eller en stilling fra en anden i en kortere periode i dennes fravær. Begrebet kendes fra lærervikarer i skolen, men også fra vikarpræster og vikarlæger som kan være underordnede tjenestepersoner, som midlertidigt overtager for den overordnede. 
I dag bruges de fleste vikarer inden for industri og bygge/anlæg, hvor de giver virksomhederne mulighed for en hurtigere tilpasning til markedsforholdene og dermed er de med til at styrke erhvervslivets konkurrenceevne. 
Vikarer er ikke nødvendigvis faguddannede. De er heller ikke fastansat og får gerne vikarløn, der skal følge overenskomsterne for de fastansatte, der hvor de arbejder. Vikariatet, det vil sige vikarens aftale arbejdsperiode eller midlertidige arbejdsforhold, kan være på enkelttimer eller et helt arbejdsår, for eksempel ved langvarig sygdom. 